# Vakuumdestillation

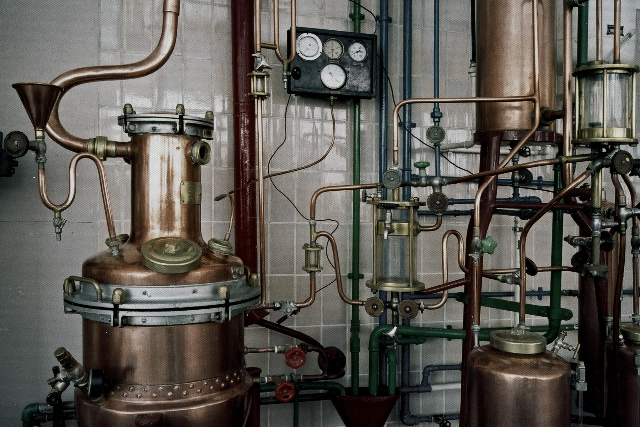
Von 1952 der Preussischen Spirituosen Manufaktur

Eine Vakuumdestillation ist eine Destillation unter vermindertem Druck (Vakuum). Bei niedrigem Druck ist die Siedetemperatur der zu trennenden Flüssigkeiten herabgesetzt. Die Vakuumdestillation ermöglicht es, Stoffe zu trennen, die sich bei höheren Temperaturen zersetzen würden. Sie findet daher als schonendes Trennverfahren Anwendung z. B. zur Gewinnung pflanzlicher Essenzen, zur Entfernung von Alkohol aus Bier und Wein oder beim Trennen langkettiger Kohlenwasserstoffe in der Erdölraffinerie.

## Destillationsprodukte
Die Produkte der Vakuumdestillation unterteilt man in Vakuumprodukte und Vakuumdestillate. Der Betrieb kann kontinuierlich wie bei der Erdölraffination oder diskontinuierlich erfolgen. Weiterhin kann man, wie bei den atmosphärischen Destillationsmethoden zwischen der einfachen Vakuumdestillation (Gleichstromverfahren, meist diskontinuierlich, Vakuumdestillat über Kopf, ggf. auffangbar in mehreren Fraktionen) und Vakuumrektifikation (Gegenstromverfahren, diskontinuierlich und kontinuierlich) differenzieren. Das Vakuumsumpfprodukt ist der Teil, der unter den gegebenen Bedingungen (Temperatur, Druck) nicht verdampft (s. u.). Das Vakuumdestillat wird – ähnlich wie bei der „einfachen“ atmosphärischen Destillation – als Kopfprodukt abgezogen. Bei kontinuierlichen Verfahren werden die Vakuumdestillate als Seitenschnitte (Fraktionen) abgezogen (wie bei der kontinuierlichen atmosphärischen Rektifikation). Vakuumkolonnen enthalten meistens sogenannte Strukturierte Packungen als Einbauten, keine Austauschböden.

## Vakuumdestillation bei der Verarbeitung von Erdöl

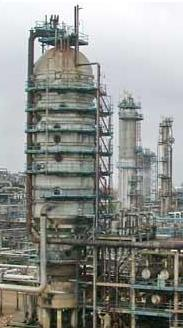
Vakuumkolonne

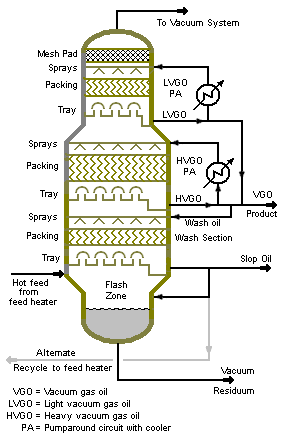
Schematische Darstellung einer Vakuumkolonne

Die Erdölverarbeitung wendet bei der atmosphärischen Destillation Temperaturen um 370 °C an. Eine weitere Erhöhung der Temperatur würde zu einer Zersetzung (Cracken) der Rohölbestandteile führen. Der Sumpf der atmosphärischen Kolonne, der atmosphärische Rückstand (engl.: Long Residue, LR), wird deshalb einer Vakuumdestillation (genaugenommen einer kontinuierlichen fraktionierenden Vakuumrektifikation) zugeführt und dort in Vakuumgasöl(e) und Vakuumrückstand (engl.: Short Residue, SR) aufgeteilt. Die Vakuumdestillation (Grobvakuum, 10–30 mbar) erfolgt – verglichen mit der atmosphärischen Destillation – bei geringfügig erhöhter Temperatur. Das Vakuumgasöl (VGO) wird normalerweise einer FCC-Anlage oder einem Hydrocracker (HCU) zugeführt, dort werden leichte Kohlenwasserstoffe hergestellt. Der Vakuumrückstand wird direkt als Bitumen verwendet, zu Schweröl bzw. Heizöl schwer aufgemischt oder in thermischen Crackanlagen ebenfalls zu leichten Kohlenwasserstoffen gecrackt. Der Vakuumrückstand kann auch in einer Entasphaltierungsanlage (engl.: Solvent Deasphalting, SDA) extrahiert und in die Bestandteile entasphaltiertes Öl (engl.: deasphalted oil, DAO) und Asphalt (engl.: asphalt) aufgetrennt werden.
Eine fraktionierte Vakuumdestillation mit mehreren (engen) Fraktionen wird bei der Herstellung sogenannter Grundöle für die Erzeugung von Schmierölen angewandt.
Grobvakuum (300 bis 500 mbar) wird bei der Trennung schwer siedender Naftakomponenten (z. B. C8/C9-Trennung) verwendet, um das Temperaturniveau im Destillationsprozess abzusenken. Hierdurch können energetisch günstigere Wärmeträgermedien verwendet werden (z. B. Mitteldruckdampf/ca. 20 bar statt Hochdruckdampf/ca. 40 bar).